# Swami (film 2007)
Swami to dramat indyjski zrealizowany w 2007 roku przez debiutanta Ganesh Acharya. W rolach głównych Manoj Bajpai i Juhi Chawla. Tematem filmu są relacje w małżeństwie, między ojcem a synem, ojcem a synową. Film pokazuje czułość i szacunek obecny w tych relacjach, miłość, która dopuszcza wolność wyborów osoby ukochanej, godzi się na jej własna drogę życia, nawet jeśli oznacza to rozstanie. W dramacie tym przedstawiono postawę dorosłych dzieci wobec starzejących się rodziców.

## Fabuła
Mieszkające w wiosce, gdzieś w Maharasztrze małżeństwo braminów Swami (Manoj Bajpai) i Radha (Juhi Chawla) od 10 lat modli się do Boga o dziecko. Ich pobożne życie wypełnione jest ciepłem, prostotą, modlitwą, czułością wobec siebie i nadzieją na dziecko. Gdy Bóg spełnia wreszcie ich prośbę, rodzi się Anand. Radha przekonuje Swami, aby sprzedał zbudowany przez rodziców dom i przeniósł się ze wsi do Mumbaju, aby dać synowi szansę na lepsze wykształcenie. Wychowując Ananda podczas częstego oglądania TV Radha wymarzyła sobie, że jej syn wykształci się i znajdzie dla siebie miejsce w ... Ameryce. Rodzina przeprowadza się do miasta. Swami ze smutkiem zostawia za sobą na wsi swoją przeszłość i zaczyna pracować w sklepie jubilerskim w Mumbaju. Po latach jazdy rowerem po wiejskich drogach zgiełk miasta jest szokiem. Swami i Radha z miłością starają się z "klatki" mieszkania w wieżowcu stworzyć dom. Ich celem jest znalezienie dobrej szkoły dla Ananda. Mimo początkowego odrzucenia ich prośby ze względu na elitarność szkoły i ich brak wykształcenia, udaje im się zrealizować swoje plany. Anand uczy się z przyjemnością. Swami i Radha są szczęśliwi. Cieszą się sobą wzajemnie, cieszą się synem. Jednak Bóg podda ich kolejnej próbie. Radha zaczyna bardzo poważnie chorować. Aby zebrać pieniądze na ratującą życie operację, Swami pracuje dzień i noc.

## Obsada
- Manoj Bajpai – Swami
- Juhi Chawla – Radha
- Nitin Arora – gościnnie
- Amitabh Bachchan – Narrator
- Neha Pendse – Pooja

## Piosenki
Autorem muzyki jest Nitin Arora
1. Shubharambh
2. Swami
3. Naa Tin Dhinna
4. Mumbai Jaayenge
5. Gullak
6. Aa Ri Ra Ru
7. Kursi
8. De Jab Duaayen
9. Talaash